# Elachiptera
Elachiptera is een vliegengeslacht uit de familie van de halmvliegen (Chloropidae).

## Soorten
- E. agricola Beschovsky & Kristeva, 1998
- E. angusta Sabrosky, 1948
- E. angustifrons Sabrosky, 1948
- E. angustistylum Sabrosky, 1948
- E. austriaca Duda, 1932
- E. bimaculata (Loew, 1845)
- E. brevipennis (Meigen, 1830)
- E. breviscutellata Nartshuk, 1964
- E. californica Sabrosky, 1948
- E. cornuta (Fallen, 1820)
- E. costata (Loew, 1863)
- E. decipiens (Loew, 1863)
- E. diastema Collin, 1946
- E. erythropleura Sabrosky, 1948
- E. flaviceps Sabrosky, 1948
- E. formosa (Loew, 1863)
- E. graeca Becker, 1910
- E. knowltoni Sabrosky, 1948
- E. lenis Collin, 1949
- E. longiventris (Johannsen, 1924)
- E. megaspis (Loew, 1858)

- E. nigriceps (Loew, 1863)
- E. orizae Séguy, 1949
- E. pechumani Sabrosky, 1948
- E. penita (Adams, 1908)
- E. punctulata Becker, 1912
- E. rufifrons Duda, 1932
- E. salinaria Sabrosky and Valley, 1987
- E. scrobiculata (Strobl, 1901)
- E. sibirica (Loew, 1858)
- E. striatifrons Peterfi, 1965
- E. strobli (Corti, 1909)
- E. submediterranea Beschovski, 1980
- E. tau Sabrosky, 1948
- E. tuberculifera (Corti, 1909)
- E. vittata Sabrosky, 1948
- E. willistoni Sabrosky, 1948